# Brusvily
Brusvily (tiếng Breton: Bruzivili, Gallo: Brisstaud) là một xã của tỉnh Côtes-d’Armor, thuộc vùng Bretagne, tây bắc Pháp.

## Dân số
Người dân ở Brusvily được gọi là Brusviliens.